# Palmerstown
Palmerstown (en Irlandés Baile Phámar) es un área de Dublín, Irlanda, situada al oeste de la ciudad.
La zona está situada cerca de una ensambladura mayor de la autovía M50 (Desde el Norte hacia el Sur) y la carretera N4 (desde el Este al oeste). Antes de la construcción de la N4 (La cual funciona como la arteria principal de tráfico entrando y saliendo de la ciudad de Dublín desde y hacia el Oeste). La vieja carretera Lucan era el principal camino de entrada a la ciudad desde el Oeste y pasa a través del pueblo de Palmerstown.
El área es fronteriza por el Sur y Sureste con Ballyfermot, por el Oeste con Clondalkin y Lucan y por el Este con el pueblo de Chapelizod.
Palmerstown está situado cerca del Centro Comercial Liffey Valley el cual se asienta al lado opuesto de la M50 y toma su nombre del pintoresco Valle Liffey que se asienta en las cercanías. Uno de sus más afamados pubs es  «The Silver Granite», un edificio de dos plantas que fue construido en 1963.
El hospital Stewarts el cual proporciona cuidados a personas con deficiencias mentales, está situado justo fuera del pueblo de Palmerstown. El impresionante edificio del hospital que mira hacia el río Liffey también es un centro administrativo para el Servicio Ejecutivo de Salud, el cual es responsable de proveer servicios sociales a la población. El hospital stewart también tiene una pequeña escuela para discapacitados mentales y un centro deportivo y de ocio para el público en general, además, también alberga un campamento de verano todos los años.